# 岩城インターチェンジ
岩城インターチェンジ（いわきインターチェンジ）は、秋田県由利本荘市岩城内道川にある、日本海東北自動車道のインターチェンジ。
当ICから河辺ジャンクション方面が有料区間になっているが、料金の収受は秋田空港本線料金所で行うため、当ICに料金所設備は設置されていない。

## 道路

### 本線
- E7 日本海東北自動車道（15番）

### 接続する道路
- 秋田県道44号雄和岩城線

## 歴史

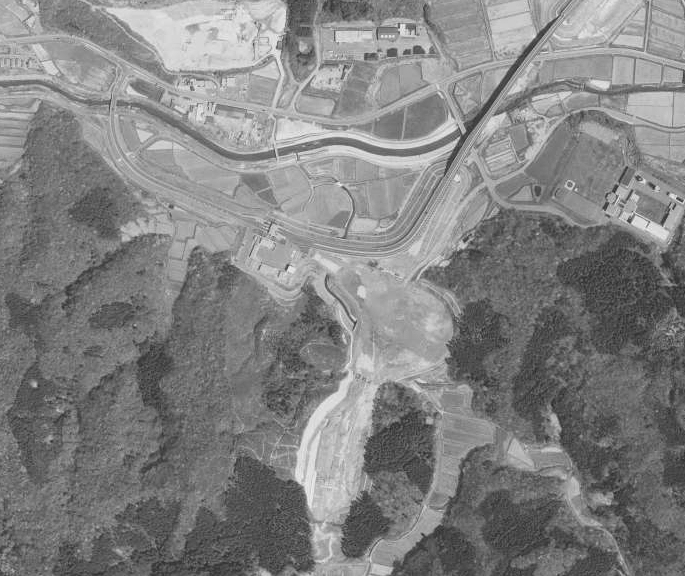
2004年に撮影された岩城インターチェンジ。

開設時は本線が直接秋田県道44号雄和岩城線に直結しており途中に料金所があったが、岩城IC以南が無料区間となったため、2007年（平成19年）3月30日に当インターチェンジの料金所を廃止して新たに秋田空港TBが設置された。
- 2002年（平成14年）10月26日 : 秋田空港IC - 岩城IC間開通に伴い、供用開始。
- 2007年（平成19年）
  - 3月30日 : 料金所廃止。料金所設備はしばらくそのまま設置されていた。
  - 9月17日 : 岩城IC - 両前寺仮出入口間開通[1]。

## 周辺
- 道の駅岩城
- JR羽越本線岩城みなと駅
- 国立病院機構あきた病院
  - 秋田県立ゆり支援学校道川分教室
- 秋田ロケット実験場跡地
- 秋田県消防学校

## 隣
E7 日本海東北自動車道
(14-2)松ヶ崎亀田IC - (15)岩城IC - 秋田空港TB - (16)秋田空港IC